# Reinhold Joest
Reinhold Joest (pisane także: Reinhold Jöst, ur. 24 kwietnia 1937 roku w Oberabsteinach) – niemiecki kierowca wyścigowy. Właściciel i dyrektor zespołu Joest Racing.

## Kariera
Joest rozpoczął karierę w międzynarodowych wyścigach samochodowych w 1969 roku od startów w klasie S 5.0 24-godzinnego wyścigu Le Mans, w którym uplasował się na trzeciej pozycji. W późniejszych latach Niemiec pojawiał się także w stawce German Racing Championship, Canadian-American Challenge Cup, Springbok Trophy Series, Interserie, Europejskiej Formuły 2, World Sportscar Championship, World Challenge for Endurance Drivers oraz World Championship for Drivers and Makes.
W Europejskiej Formule 2 Niemiec wystartował w jednym wyścigu sezonu 1976 w bolidzie BMW. Nie zdołał jednak zdobyć punktów.